# Acide sorbique
« E200 » redirige ici. Pour les autres significations, voir E200 (homonymie).
L'acide sorbique (ou l'acide trans, trans-2,4-hexadiénoïque) a la formule chimique C6H8O2. Ne pas confondre avec l'acide ascorbique (qui est la vitamine C).
C’est un acide gras insaturé CH3-CH=CH-CH=CH-COOH qui se présente sous la forme d'un solide blanc cristallin légèrement soluble dans l'eau. (Température de fusion : 135 °C). Par contre ses sels, les sorbates, sont bien plus solubles.
L'acide sorbique est un additif utilisé en tant qu'antifongique, comme agent de conservation (E200) des fruits et légumes. On le retrouve donc dans des denrées alimentaires diverses à base de fruits et légumes (yaourts, cidre...) mais aussi dans les mayonnaises et margarines allégées.
Les sels de l'acide sorbique utilisés dans les aliments sont : 
- le sorbate de sodium (E201)
- le sorbate de potassium (E202)
- le sorbate de calcium (E203)

On l'a d'abord isolé des baies immatures du sorbier (Sorbus aucuparia), d'où son nom, en réchauffant de l'acide parasorbique (en).